# Bogusław Albrecht Lehndorf
Bogusław Albrecht Lehndorf (ur. 28 września 1655 w Prusach Książęcych, zm. 29 czerwca 1711 w Piekarach Śląskich) – ojciec jezuita.
Był synem  Bogusława i Heleny Elżbiety z Tyzenhausów. Ojciec był pułkownikiem  w wojsku koronnym, pochodził ze znanej rodziny szlachty pruskiej von Lehndorff ze Sztynortu. Bogusław senior przeszedł na katolicyzm po nauce w Kolegium Jezuitów w Wilnie.
Bogusław Albrecht początkowo kształcił się w Kolegium Jezuitów  w Reszlu. Jako uczeń reszelskiego kolegium odbywał pielgrzymki do Świętej Lipki. Później był paziem króla Jana Kazimierza. Naukę kontynuował na akademii jezuickiej w Ołomuńcu, gdzie wstąpił do Zakonu. Dalsze studia odbywał w Pradze, lata 1675–1677 i 1683–1684.
Jako duszpasterz polski znany był z pracy w Otyniu od roku 1687. W latach 1690–1695, był nauczycielem gimnazjalnym i kaznodzieją w Opolu. Do znanych jego funkcji zakonnych należała funkcja superiora (1704–1711) w Tarnowcu.